# Кардаха
Карда́ха (араб. القرداحة‎) — город в Сирии.
Расположен на северо-западе Сирии на склонах Джебель-Ансария в мухафазе Латакия, в 30 км к востоку от её административного центра города Латакия. Является административным центром района Эль-Кардаха и одноимённой нахии.

## История
Во время гражданской войны в Сирии город многократно попадал под обстрелы противоборствующих сторон, что влекло жертвы среди мирного населения.
В период правления династии Ассадов в городе располагался мавзолей Хафеза и Басиля Асадов. 8 декабря 2024 года, в результате наступления сил сирийкой оппозиции, режим Асада в стране пал. 11 декабря 2024 года мавзолей был подожжен неизвестными людьми в форме.

## Транспорт
Ближайший аэропорт находится в 14 километрах южнее города — Международный аэропорт имени Басиля Аль-Асада.

## Население
Численность населения в 2004 году составляла 8671 жителей.